# Geschichte des Internationalen Privat- und Zivilverfahrensrechts
Die Geschichte des Internationalen Privat- und Zivilverfahrensrechts beschreibt die historische Entwicklung des Internationalen Privatrechts und des Internationalen Zivilverfahrensrechts.

## Antike – πρόξενος undius gentium(7. Jahrhundert v. Chr. bis 5. Jahrhundert)
In der Antike galten Fremde zunächst als rechtlos. Recht galt grundsätzlich nur innerhalb der Polis bzw. Civitas. Die Gerichte wandten also auch ihr eigenes Recht, die sog. lex fori, an. Mit der Zunahme des Handels innerhalb Griechenlands zeigte sich diese Haltung bald als ungeeignet: Man ging dazu über Staatsverträge zu schließen oder den Fremden unter den Schutz eines Proxenos (altgr. πρόξενος – ‚Gastfreund‘) zu stellen. Im Römischen Recht bildete sich bald das ius gentium heraus, ein Sonderrecht für Fremde. Für römische Bürger galt das ius civile. Seit 242 v. Chr. existierte mit dem praetor peregrinus ein Prätor, dessen Aufgabe die Anwendung des ius gentium war. Dieses galt sowohl für Beziehungen unter Fremden als auch für Beziehungen zwischen Römern und Fremden. Mit der Constitutio Antoniniana Kaiser Caracallas 212 verlor diese Unterscheidung ihre Bedeutung.

## Personalitäts- und Territorialitätsprinzip (5. bis 12. Jahrhundert)
Mit der Völkerwanderung ab dem 5. Jahrhundert begannen germanische Stämme auf ehemals römischem Territorium zu siedeln. Das römische Recht galt hier zunächst auch für Germanen fort. Bald begannen jedoch Entwicklungen und Verschmelzungen zu eigenen Rechtsnormen, beispielsweise die Lex Romana Visigothorum Alarichs II. Galt es das anwendbare Recht zu ermitteln, ging man von der Personalität des Rechtes aus: Jede Person wurde nach dem Recht ihres Volkes, der lex originis, behandelt („ius suum cuique tribuere“). Bald verschmolzen die verschiedenen Volksgruppen miteinander und so verschmolzen oft auch ihre Rechtsordnungen.
Ab dem 12. Jahrhundert trat an die Stelle des Personalitätsprinzips das Territorialitätsprinzip: „Statutum non ligat nisi subditos“. Ob jemand vor Gericht gebracht werden konnte, hing davon ab, ob er Untertan war. Untertan war, wer mindestens ein Jahr und einen Tag innerhalb der Grenzen des Territoriums verbrachte. Später kam es in einigen deutschen Städten zur Errichtung von Gastgerichten, bei denen Fremde Klage einreichen und verklagt werden konnten. Vor diesen Gerichten entwickelten sich die ersten allseitigen Kollisionsnormen: So wurden Rechtsgeschäfte nach dem Recht des Ortes, an dem sie getätigt wurden, behandelt: locus regit actum. Später wurde diese Regel auch auf unerlaubte Handlungen ausgeweitet: Diese unterlagen der lex loci delicti, dem Ort, an dem die unerlaubte Handlung begangen wurde. Gleichermaßen galt für Rechte an Sachen die lex rei sitae, das Recht an dem die Sache belegen war.

## Statutenlehre (13. bis 18. Jahrhundert)

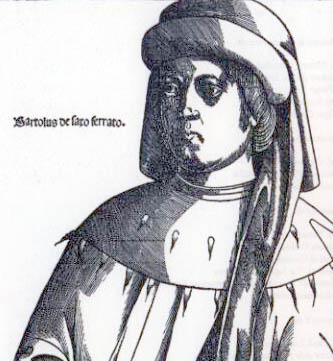
Bartolus de Saxoferrato

Die Statutenlehre ist eine im Mittelalter entstandene Lehre, mit der die scholastischen Autoren die Anwendungsbereiche lokaler Rechte voneinander abgegrenzt haben. Davon zu unterscheiden ist die Statutenanwendungslehre, die im Zusammenhang mit der Rezeption des römischen Rechts im Heiligen Römischen Reich entwickelt wurde.
Im Norden Italiens und im Süden Frankreichs bestand ab dem 11. und 12. Jahrhundert eine Vielzahl lokal begrenzter Rechte, die in schriftlicher oder in mündlicher Form überliefert waren (statuta und Gewohnheitsrechte). Die gelehrten Juristen begannen deswegen Überlegungen dazu anzustellen, welches Recht bei grenzüberschreitenden Streitigkeiten war. Erste Lösungsversuche finden sich im 12. Jahrhundert bei Magister Aldricus, der der Meinung war, dass der Richter das Recht anwenden sollte, das ihm als besseres erscheine („consuetudo quae potior et utilior videtur“)
Die Kommentatoren des 13. und 14. Jahrhunderts beschäftigten sich umfassender mit der Kollisionsfrage und entwickelten die Statutenlehre, die universelle Regelungen dazu traf, wie weit Statuten (aber auch Gewohnheitsrechte) sich erstrecken sollten. Nach frühen Arbeiten unter anderem von Pierre de Belleperche und Jacques de Révigny ist in diesem Zusammenhang die Lehre des Bartolus de Saxoferrato besonders berühmt geworden. Bartolus ist sicherlich nicht der Vater der Statutenlehre, aber ihm kommt das Verdienst zu, diese umfassend verschriftlicht zu haben. Bartolus unterscheidet in seiner berühmten Kommentierung der lex cunctos populos (C. 1,1,1) bei der Erstreckung des Statuts nach dem Personenkreis und dem Territorium und beantwortet die einzelnen Problemfälle nach Maßgabe der Gesetzgebungsmacht der örtlichen Gesetzgeber (iurisdictio). Hier wog er die gesetzgeberischen Interessen in den verschiedenen Kollisionsfällen ab und kam insofern zu differenzierten Ergebnissen.
Die Lehre des Bartolus – ebenso wie die darauf aufbauende seines Schülers Baldus de Ubaldis – wurde in den folgenden Jahrhunderten in weiten Teilen Europas aufgegriffen und zitiert. Dabei übertrug man die Rechtswertungen, die sich ursprünglich auf die mittelalterlichen lokalen Rechte bezogen hatten, auf die rechtlichen Gegebenheiten am jeweiligen Ort. Da diese Gegebenheiten teilweise erheblich von der Rechtssituation der Kommentatoren abwichen, sahen die späteren Statutisten dann auch erhebliche Änderungen der bartolinischen Lehre vor.
Charles Dumoulin (Molinaeus) stellte in seinem Consilium LIII und den Conclusiones de statutis et consuetudinibus localibus einen hypothetischen Parteiwillen (conventio tacita) als Anknüpfungsmoment in den Vordergrund. Sein Zeitgenosse Bertrand d’Argentré (Argentraeus) kritisierte in seiner Kommentierung der Coutume der Bretagne die älteren Statutisten scharf und vereinfachte die Lehre erheblich, indem er nicht mehr differenziert die Interessen der verschiedenen Gesetzgeber abwog, sondern eine zwingende Einteilung aller lokaler Rechte in statuta realia, personalia und mixta vorsah. Bei sachbezogenen Rechtsfragen sollte das Ortsrecht greifen; bei personenbezogenen Rechtsfragen das Heimatrecht. Konnte der Sachverhalt nicht eindeutig als sach- oder personenbezogen eingeordnet werden, sollte es sich um ein gemischtes Statut handeln und wie bei sachbezogenen Fragen das Ortsrecht anwendbar sein. Insofern stärkte d’Argentré das Territorialitätsprinzip.
Auch die deutschen und niederländischen Juristen des Usus modernus arbeiteten mit der bartolinischen Lehre. Mit der endgültigen Lossagung der Vereinigten Niederlande aus dem Reichsverband im Zuge des Westfälischen Friedens von 1648 gingen indes neue kollisionsrechtliche Überzeugungen der niederländischen Juristen einher. Die niederländischen Provinzen verstanden sich als souverän und dementsprechend nicht zur Anwendung fremden Rechts verpflichtet. Der Utrechter Jurist Paul Voet, sein Sohn Johannes Voet sowie der friesische Jurist Ulrik Huber entwickelten in diesem Zusammenhang den Begriff der comitas gentium, wonach die niederländischen Provinzen nur aus freundlichem Entgegenkommen fremdes Recht anwenden, um so einerseits die staatliche Souveränität zu ermöglichen, andererseits aber auch den Handel zwischen den Provinzen nicht durch fehlende Rechtssicherheit erheblich zu stören. Im Weiteren konnte auch Christian Rodenburg entscheidende Akzente mit seinem de Jure quod oritur e statutorum diversitate setzen, das später von Boullenois ins Französische übersetzt wurde.
Die deutschen Juristen des 17. Jahrhunderts waren dieser Lehre gegenüber hingegen äußerst kritisch eingestellt. Während Heinrich von Cocceji und Samuel Stryk sie mit keinem Wort erwähnen, lehnt Johan Nikolaus Hert in seiner Dissertatio de collisione legum die comitas-Lehre ausdrücklich ab, weil sie den rechtlichen Gegebenheiten in Deutschland nicht gerecht werde: auch innerhalb eines Staats könne es Kollisionen geben. Diese ließen sich nicht durch Erwägungen der comitas lösen. Stattdessen ging Hert im Anschluss an die Erwägungen Coccejis davon aus, dass das zentrale Argument für die Lösung von Kollisionsfragen in der Unterwerfung unter ein Recht (subiectio) liegen müsse.  Zwar sah auch Hert eine Dreiteilung der Statuten vor. Allerdings verstand er unter statuta mixta jetzt die Rechte, die sich auf Handlungen beziehen. Insgesamt war die Territorialität in seiner Lehre damit weniger ausgeprägt als bei den Niederländern und d’Argentré.
Regelrecht ein Meilenstein des Internationalen Privatrechts wurde das Schaffen und Forschen von Louis Boullenois, der um 1732 sein Traité de la personnalité et de la réalité des lois, coutumes ou statuts erstmalig veröffentlichte und dabei auch die Arbeiten des Niederländers Rodenburg mit integrierte.

## Rezeption dercomitas-Lehre imcommon law(18. oder 19. Jahrhundert)
In den Vereinigten Staaten verbreitete Joseph Story die Ideen Hubers. Commentaries on the Conflict of Law ist eine IPR-Theorie, die die Anwendung fremden Rechts mit völkerrechtlicher Rücksichtnahme, der comity begründet. Die Gliederung des Werkes entsprach nicht mehr der herkömmlichen Statutenlehre, sondern war nach Rechtsgebieten geordnet.
Das englische common law war von kontinentaleuropäischen Einflüssen bis ins 18. Jahrhundert völlig abgeschirmt. Auch durch die Insellage bedingt kam es seltener zu Rechtsfällen mit Auslandsberührung. Traten solche Fälle auf, wurden sie nur dann von den Gerichten entschieden, wenn die englische jurisdiction gegeben war. Englische jurisdiction bestand für alle Fälle im Inland. Englische Gerichte urteilten dann stets nach der lex fori, dem common law. Als erstes Zeichen der Rezeption kontinentaler IPR-Theorien kann die Entscheidung Robinson v. Bland (1790) gelten: Lord Mansfield erwog auf Grundlage der comitas-Lehre die Entwicklung von Kollisionsregeln. Erst hierdurch wurde die Entwicklung des IPRs in England ermöglicht.

## Begründung des modernen IPR: Friedrich Carl von Savigny (1849)

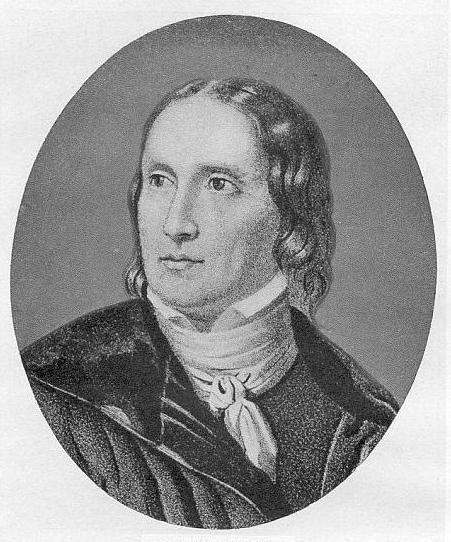
Friedrich Carl von Savigny

Karl Georg von Wächters Schrift Über die Kollision der Privatrechtsgesetze verschiedener Staaten beendete die Fortentwicklung der Statutenlehre, indem sie ihre mangelnde Flexibilität aufzeigte. Jedoch konnte sich weiterhin keine Alternative durchsetzen. Ein entscheidender Durchbruch gelang erst Friedrich Carl von Savigny: Im achten Band (Über die örtliche und zeitliche Geltung der Gesetze (1849)) seines Systems des heutigen römischen Rechts begründet er das moderne IPR, das den „Sitz des Rechtsverhältnisses“ als Ausgangspunkt für die Bestimmung des anzuwendenden Rechts sieht. Fremdes Recht wird aus Freundlichkeit gegenüber anderen Staaten angewandt, also aus Gründen der comitas. Anders als in der Statutenlehre wird nun aber nicht eine inländische Norm nach ihrem Anwendungsbereich befragt. Stattdessen geht von Savigny vom Lebensverhältnis aus und prüft es auf die Rechtsordnung, die am besten auf dieses Anwendung findet.

## Universalismus und Nationalismus (um 1850–1950)
In Italien entwickelte sich kurz nach von Savignys Schrift die italienische Schule. Grundlegend für diese war ein Vortrag Pasquale Stanislao Mancinis 1851 in Turin mit dem Titel Della nazionalità come fondamento del diritto delle genti. Unter dem politischen Einfluss des italienischen risorgimento stelle Mancini die Staatsangehörigkeit als tragende Anknüpfung des IPR heraus. Dies sei ein Gebot des Völkerrechts. Dies wird als universalistischer Ansatz bezeichnet. Ebenfalls auf Mancini und seine Schule zurück geht die Fortentwicklung des ordre public. Mancini wurde in Kontinentaleuropa weithin rezipiert. Die IPR-Kodifikationen Italiens (1842, 1942 und 1995), Spaniens (1889), Österreichs (1978), das deutsche EGBGB und viele internationale Abkommen übernahmen die Anknüpfung an die Staatsangehörigkeit.
Der universalistische Ansatz Mancinis wurde in Frankreich von Antoine Pillet modifiziert: Der nationale Gesetzgeber wolle, dass ein Gesetz für alle seine Staatsangehörigen, unabhängig von ihrem Aufenthalt, (permanent) und für alle Personen innerhalb seines Territoriums (général) gelte. Im Interesse des internationalen Entscheidungseinklangs muss also jeder Staat die Wirkung seiner Gesetze einschränken: Gesetze zum Individualschutz gelten permanentement, Gesetze im Interesse der öffentlichen Ordnung généralement mit Einschränkung auf das eigene Staatsgebiet. Diese Unterscheidung konnte sich nicht durchsetzen. Pillets Schüler Jean-Paulin Niboyet entwickelte die Theorie des réalisme national: Jeder Staat könne sein IPR frei festlegen, allerdings nur innerhalb seines Territoriums durchsetzen. Ausländisches Recht wird lediglich aus courteoisie internationale angewandt. Diese territorialistische Ausrichtung des IPR zwischen den Weltkriegen wurde erst durch Henri Batiffol und seinen Schüler Paul Lagarde überwunden.

## Restatement Second of the Conflict of LawsundAmerican Legal Realismin den USA
In den USA hat jeder Bundesstaat sein eigenes IPR, das (bis auf Louisiana) lediglich Richterrecht ist. Eine Zusammenfassung dieser IPRs findet sich im Restatement (Second) of the Conflict of Laws von 1972. Zu ermitteln ist anhand verschiedener policies das Recht des Staates mit der most significant relationship. Neue Ansätze methodischer Art finden sich bei Albert Ehrenzweig, Brainerd Currie, David F. Cavers und Robert A. Leflar.

## 20. und 21. Jahrhundert
Ab Mitte des 20. Jahrhunderts wird internationaler Entscheidungseinklang in Kontinentaleuropa zum Hauptziel des IPR. Savignys Ideen haben sich durchgesetzt. Internationaler Entscheidungseinklang wird besonders durch rechtsvergleichende Arbeit und die Konventionen der Haager Konferenz für Internationales Privatrecht erreicht.